# Efecte Early

Figura 1. Part superior: amplada de la base NPN per a una baixa polarització inversa de la base del col·lector; Inferior: amplada de base NPN més estreta per a la polarització inversa de la base gran del col·lector. Les àrees ratllades són regions esgotades.

L'efecte Early, anomenat així pel seu descobridor James M. Early, és la variació de l'amplada efectiva de la base en un transistor d'unió bipolar (BJT) a causa d'una variació en la tensió aplicada entre la base i el col·lector. Un major biaix invers a la unió col·lector-base, per exemple, augmenta l'amplada d'esgotament col·lector-base, disminuint així l'amplada de la part portadora de càrrega de la base.
A la figura 1, la base neutra (és a dir, activa) és verda, i les regions de la base esgotades són de color verd clar. Les regions de l'emissor i del col·lector neutres són de color blau fosc i les regions esgotades de color blau clar. Sota un augment del biaix invers col·lector-base, el panell inferior de la figura 1 mostra un eixamplament de la regió d'esgotament a la base i l'estrenyiment associat de la regió de la base neutra.

2. La tensió inicial (VA) tal com es veu a la gràfica característica de sortida d'un BJT.

La regió d'esgotament del col·lector també augmenta amb polarització inversa, més que la de la base, perquè la base està més fortament dopada que el col·lector. El principi que regeix aquestes dues amplades és la neutralitat de càrrega. L'estrenyiment del col·lector no té un efecte significatiu ja que el col·lector és molt més llarg que la base. La unió emissor-base no canvia perquè la tensió emissor-base és la mateixa.
L'estrenyiment de la base té dues conseqüències que afecten el corrent:
- Hi ha menys possibilitats de recombinació dins de la regió base "més petita".
- El gradient de càrrega augmenta a través de la base i, en conseqüència, augmenta el corrent de portadors minoritaris injectats a través de la unió col·lector-base, que s'anomena corrent net.

Ambdós factors augmenten el corrent del col·lector o de "sortida" del transistor amb un augment de la tensió del col·lector, però només el segon s'anomena efecte primerenc. Aquest augment de corrent es mostra a la figura 2. Les tangents a les característiques a grans voltatges s'extrapolen cap enrere per interceptar l'eix de voltatge a una tensió anomenada tensió primerenca, sovint indicada amb el símbol VA.